# Kwahu South
Kwahu South är ett distrikt i Ghana.   Det ligger i regionen Östra regionen, i den södra delen av landet, 130 km norr om huvudstaden Accra. Antalet invånare är 224 875. Arean är 1 462 kvadratkilometer.
Terrängen i Kwahu South är kuperad åt sydväst, men åt nordost är den platt.